# Pouteria resinosa
Pouteria resinosa är en tvåhjärtbladig växtart som beskrevs av Terence Dale Pennington. Pouteria resinosa ingår i släktet Pouteria och familjen Sapotaceae. Inga underarter finns listade i Catalogue of Life.